# Du är mig när var dag, var stund som flyr
Du är mig när var dag, var stund som flyr är en sång från 1888 med text och musik av Amy L Fowler.

## Publicerad i
- Frälsningsarméns sångbok 1929 som nr 234 under rubriken "Jubel, erfarenhet och vittnesbörd".
- Musik till Frälsningsarméns sångbok 1930 som nr 234.
- Frälsningsarméns sångbok 1968 som nr 371 under rubriken "Det Kristna Livet - Erfarenhet och vittnesbörd".
- Frälsningsarméns sångbok 1990 som nr 534 under rubriken "Erfarenhet och vittnesbörd".